# Candela (canción de Mercurio)
Candela es una canción interpretada por la agrupación musical mexicana  Mercurio, incluida originalmente en su tercer álbum de estudio Tiempo de vivir (1998). Esta canción fue lanzada como el quinto sencillo oficial de dicho material.

## Otros datos
Esta canción es considerada un clásico de la música pop mexicana y de la banda de igual forma junto con otros éxitos noventeros de esa época.
En 2023 también la canción formó parte la gira musical 90's Pop Tour junto con otros de sus más grandes éxitos musicales, compartiendo escenario con otras bandas más como OV7, Magneto y otros artistas musicales.

## Lista de canciones

### CD Single[6]
| Candela — Single |           |          |  |
| N.º              | Título    | Duración |  |
| 1.               | «Candela» | 4:18     |  |

## Video musical
Los integrantes están en varias escenografías simulando en una película de acción, inspirada de la película Matrix.